# FSV Germania Fulda
FSV Germania Fulda is een Duitse voetbalclub uit Fulda in de deelstaat Hessen. De club werd in 1909 opgericht en speelt in de schaduw van stadsrivaal Borussia Fulda.

## Geschiedenis
De club werd op 8 augustus 1909 opgericht door 7 jongeren als SpVg Germania. In 1910 sloot de club zich bij de West-Duitse voetbalbond aan en werd drie keer op rij kampioen in de B-klasse, maar promotie was er nog niet bij. Door het uitbreken van de Eerste Wereldoorlog werden de activiteiten gestaakt omdat vele leden in het leger moesten. In februari 1919 werd de club heropgericht. De club startte nu in de A-Klasse van Hessen-Hannover, de hoogste klasse. In 1920 werd een nieuw terrein in gebruik genomen en dit werd ingewijd met een wedstrijd tegen de Duitse landskampioen 1. FC Nürnberg. De clubs VfR en Helvetia Fulda sloten zich bij Germania aan.